# Kapitein Nepel
Kapitein Nepel is het 35ste album uit de stripreeks De Blauwbloezen. Het werd getekend door Willy Lambil en het scenario werd geschreven door Raoul Cauvin. Het album werd uitgegeven in 1993.

## Verhaal
Blutch en Chesterfield krijgen de opdracht van generaal Alexander om Kapitein Nepel te escorteren naar Fort Bow. Dit omdat kolonel Appeltown geveld is door de griep en er tijdelijk een andere aanvoerder het commando moet voeren. Al gauw blijkt Nepel een racist te zijn, omdat hij indiaanse helpers, de Chinese kok en de Afro-Amerikaanse klusjesman ontslaat en het kamp uitstuurt. Het reilen en zeilen binnen het fort moet volgens Nepel gedaan worden door, naar eigen zeggen echte Amerikanen. Al gauw blijkt dat de was niet vlekkeloos gedaan wordt, en het eten niet over naar huis te schrijven. Inmiddels buiten het Fort heerst er een dreigende sfeer in het indianenkamp jegens het fort. Blutch en Chesterfield moeten de dreiging om weten te praten, maar dit blijkt een moeilijke opgave. Als de dreiging alleen maar erger blijkt te worden, wordt het tijd dat kolonel Appeltown begint op te knappen.

## Personages in het album
- Blutch
- Sgt. Chesterfield
- Kapitein Nepel, volgens scenarioschrijver Cauvin zelf is het personage van Nepel gebaseerd op Jean-Marie Le Pen. Maar op de tweede bladzij van het album staat er een verwijzing naar generaal Custer.
- Kolonel Appeltown, commandant van het Fort Bow.
- Mathilde Appeltown, dochter van de kolonel
- Tripps, garnizoenssoldaat
- Bryan, garnizoenssoldaat
- Zilverveer, indiaan in dienst van Fort Bow